# Стокдејл (Тексас)
Стокдејл (енгл. Stockdale) град је у америчкој савезној држави Тексас. По попису становништва из 2010. у њему је живело 1.442 становника.

## Демографија
Према попису становништва из 2010. у граду је живело 1.442 становника, што је 44 (3,1%) становника више него 2000. године.
| Група             | 2000.       | 2010.       |
| Белци             | 720 (51,5%) | 677 (46,9%) |
| Афроамериканци    | 33 (2,4%)   | 20 (1,4%)   |
| Азијати           | 2 (0,1%)    | 1 (0,1%)    |
| Хиспаноамериканци | 643 (46,0%) | 732 (50,8%) |
| Укупно            | 1.398       | 1.442       |